# Guiorgui Vazagashvili
Guiorgui Vazagashvili (en georgiano: გიორგი ვაზაგაშვილი, Gori, 19 de abril de 1974) es un deportista georgiano que compitió en judo.
Participó en los Juegos Olímpicos de Sídney 2000, obteniendo una medalla de bronce en la categoría de –66 kg. Ganó tres medallas en el Campeonato Mundial de Judo entre los años 1993 y 1997, y cuatro medallas en el Campeonato Europeo de Judo entre los años 1995 y 1999.

## Palmarés internacional
| Juegos Olímpicos   | Juegos Olímpicos         | Juegos Olímpicos  | Juegos Olímpicos |
| Año                | Lugar                    | Medalla           | Categoría        |
| ------------------ | ------------------------ | ----------------- | ---------------- |
| 2000               | Sídney (Australia)       | Medalla de bronce | –66 kg           |
| Campeonato Mundial |                          |                   |                  |
| Año                | Lugar                    | Medalla           | Categoría        |
| 1993               | Hamilton (Canadá)        | Medalla de bronce | –60 kg           |
| 1995               | Chiba (Japón)            | Medalla de plata  | –60 kg           |
| 1997               | París (Francia)          | Medalla de bronce | –65 kg           |
| Campeonato Europeo |                          |                   |                  |
| Año                | Lugar                    | Medalla           | Categoría        |
| 1995               | Birmingham (Reino Unido) | Medalla de plata  | –60 kg           |
| 1996               | La Haya (Países Bajos)   | Medalla de oro    | –60 kg           |
| 1997               | Ostende (Bélgica)        | Medalla de oro    | –71 kg           |
| 1999               | Bratislava (Eslovaquia)  | Medalla de bronce | –73 kg           |